# Adrianne Wadewitz
Adrianne Wadewitz (Omaha, 6 gennaio 1977 – Palm Springs, 8 aprile 2014) è stata un'attivista e docente statunitense, esperta in letteratura inglese del XVIII secolo, e ha contribuito a Wikipedia specializzando il suo apporto particolarmente nelle questioni di parità di genere.
Ha insegnato alla Columbia University e all'Università dell'Indiana.

## Biografia
Nata nel Nebraska da Betty M., infermiera e avvocato, e da Nathan R. Wadewitz, un pastore luterano, si diplomò alla North Platte High School e intraprese lo studio della letteratura inglese diplomandosi in inglese alla Columbia University nel 1999.
Nel 2011 ottenne un Ph.D. dall'Università dell'Indiana e divenne postdoctoral fellow presso il Center for Digital Learning and Research dello Occidental College. Fu ammessa come Mellon Digital Scholarship Postdoctoral Fellow e come membro di HASTAC.

## Carriera accademica

### Formazione
Wadewitz si laureò magna cum laude alla Columbia University e in seguito ricevette la laurea magistrale e dottorale in letteratura britannica con studi sul XVIII secolo presso l'Università dell'Indiana.
Presentò sia una tesi di laurea intitolata "'Doubting Thomas': The Failure of Religious Appropriation in The Age of Reason" (2003), sia una dissertazione dottorale intitolata 'Spare the Sympathy, Spoil the Child:' Sensibility, Selfhood, and the Maturing Reader, 1775–1815 (2011). La dissertazione era la risultante della combinazione fra i suoi interessi di ricerca nel lavoro d'archivio, nella letteratura per l'infanzia e negli studi di genere. In essa Wadewitz ha studiato l'uso del linguaggio e delle strategie dialettiche, come ad esempio le narrative insinuate nei libri per bambini di Mary Wollstonecraft, Anna Laetitia Barbauld, Charlotte Smith, Maria Edgeworth e altri. Affermava che attraverso queste letture il bambino era aiutato nella costruzione di un "io simpatetico" che era "collettivo, benevolente e creativo".
Sosteneva inoltre che le tipologie di soggettività rinvenibili nella letteratura per bambini del tardo Settecento sfidavano il dominante modello ispirato a Locke esplorando invece la teoria pedagogica di Rousseau e il discorso della sensibilità per costruire un "io simpatetico". Notabilmente, questo io era disponibile per entrambi i sessi e per i bambini. Diversamente da altre versioni dell'io basate sulla sensibilità, questo non era peculiarmente femminino. Inoltre, la maturità non dipendeva dall'età, ma piuttosto dallo stato intellettivo di ciascuno; ogni persona che si fosse formata su questa letteratura simpatetica avrebbe potuto essere un adulto e partecipare alla società civile attraverso, per esempio, azioni filantropiche. Infine, grazie alla sua analisi di come la lettura infantile aveva influenzato la lettura di racconti adulti di Jane Austen, concludeva che i lettori contemporanei della Austen avrebbero letto i suoi romanzi "didatticamente" e avrebbero seguito gli schemi strutturali della letteratura per bambini che leggevano crescendo, invece di cogliere l'ironia cui oggi diamo valore.

### Umanesimo digitale
Nel 2009 Adrianne Wadewitz incominciò a mettere online The New England Primer, culminato in un'esibizione online permanente nel 2012, con testo e trascrizioni annotate.
Ha scritto su argomenti comprendenti la letteratura per l'infanzia del XVIII secolo, sull'ambiguità negli studi storici e sull'uso di Wikipedia in classe. A proposito dell'uso dell'enciclopedia libera nella didattica, osservava che oltre alle tradizionali capacità di scrittura e di ricerca, gli studenti dovrebbero svilupparne anche di conoscenza dei media e della letteratura tecnologica. Riflettendo sulla costruzione del sapere, poneva in risalto la necessità di valutare le fonti, distinguere fra la scrittura basata sui fatti e quella persuasiva, e avere coscienza dell'autorità e della legittimazione. Si spese per promuovere lo sviluppo di curricula che includessero scrittura collaborativa, sviluppo di capacità di scrittura nel contesto di una “community of practice”, e scrittura per un pubblico globale.

## Contribuzione a Wikipedia e attivismo
Adrianne Wadewitz fece il suo primo edit (modifica) su Wikipedia nel 2004 e cominciò a creare voci su scrittrici e studiose; molte di queste voci sono state riconosciute voci di qualità. Inizialmente ha edito anonimamente, e così ha continuato per diversi anni prima di rivelare di essere donna. Complessivamente ha effettuato circa 50.000 edit.
Divenne una fra i principali promotori di un'azione per coinvolgere le donne nella partecipazione a Wikipedia, così da por fine al bias sistemico che ne limitava la presenza; affermava: "Abbiamo bisogno di un maggior numero di donne che editano, più femministi (possono essere di qualsiasi genere), e più contributori che vogliano lavorare su contenuti collegati alle donne. Il gruppo più sottorappresentato in Wikipedia è quello delle donne di colore sposate con figli".
La sua autorevolezza cominciò a crescere sempre più in Wikipedia, specialmente per le questioni di genere, e con questo prestigio cominciò a essere citata da organizzazioni come la BBC.
La Wadewitz ha anche fatto parte del consiglio di amministrazione della Wiki Education Foundation, il cui segretario e direttore esecutivo ha sottolineato che "il suo impatto sul lavoro di promuovere Wikipedia come strumento didattico si vede attraverso il Programma Formativo".

## Climbing
Amava l'arrampicata, che descrisse come ciò che le consentiva "una nuova narrativa a proposito di sé stessa, al di là di quella di una contributrice di Wikipedia immersa nei libri e nel suonare il pianoforte".

## Morte

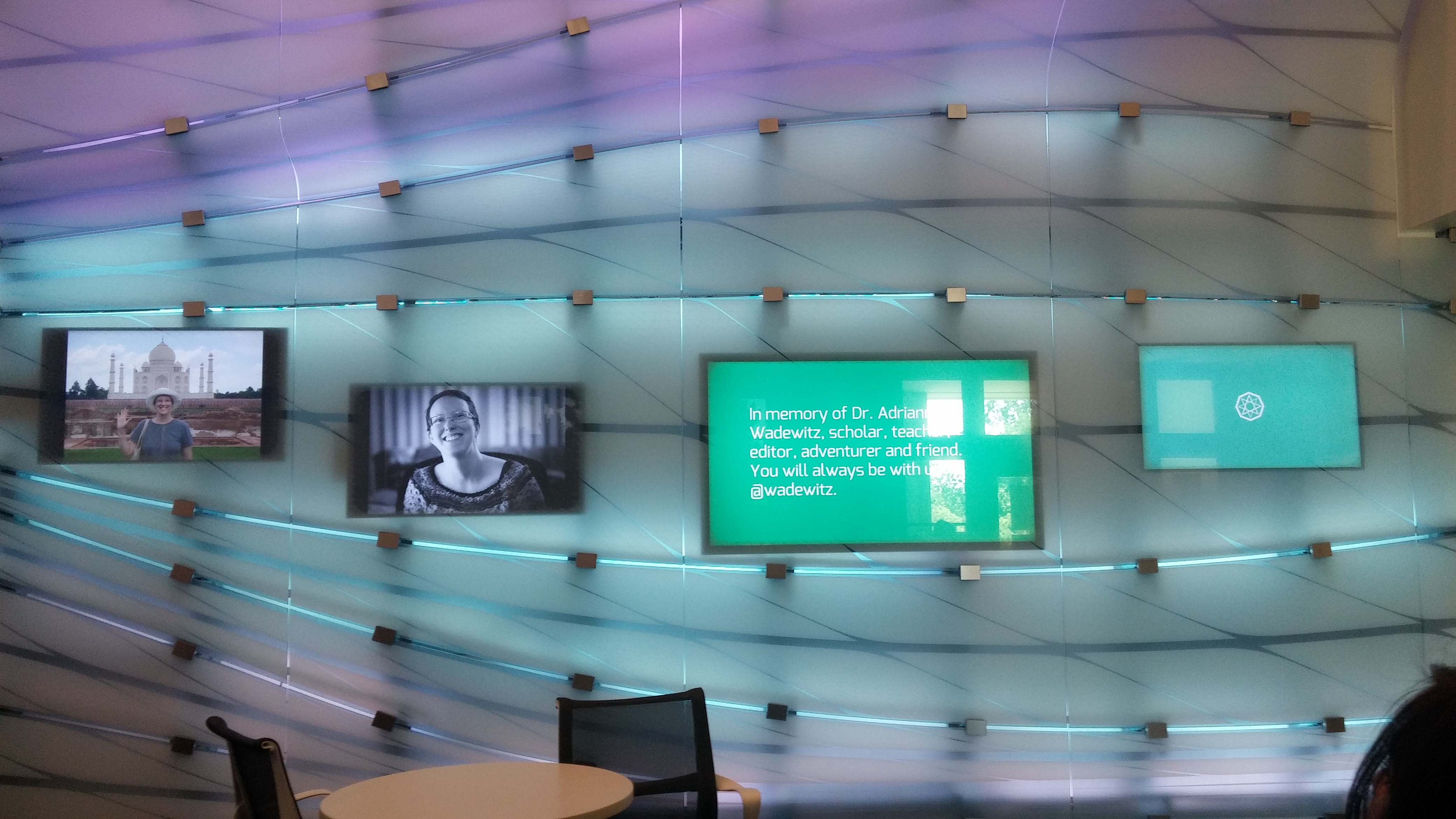
Un "digital media tribute", commemorazione di Adrianne Wadewitz sui nuovi media, allo Occidental College

L'8 aprile 2014 è morta a Palm Springs, in California, per le letali ferite alla testa riportate in seguito a una caduta durante un'arrampicata nel Parco nazionale del Joshua Tree. Sue Gardner, allora direttore esecutivo della Wikimedia Foundation, descrisse la morte della Wadewitz come una "pesante perdita" e disse che Adrianne verosimilmente era stata il contributore di Wikipedia più prolifico sugli autori donna e sulla storia delle donne.
Necrologi a lei dedicati apparvero, fra gli altri, sul The New York Times, sul Los Angeles Times, sul The Washington Post, sul Sydney Morning Herald e sul Corriere della Sera. Il Sydney Morning Herald pubblicò anche uno dei suoi ultimi post sul suo blog, nel quale la Wadewitz analizzava quanto l'intraprendere un'attività difficoltosa le aveva insegnato ad aiutare gli studenti con le loro rispettive difficoltà, in parte insegnando loro a celebrare i piccoli successi sulla strada dell'obiettivo principale. Scriveva che "Decisamente, nulla mi è stato più d'aiuto che sbagliare ripetutamente" e che voleva che i suoi studenti comprendessero che le sconfitte potevano essere parte dell'apprendimento e che non erano nulla di cui vergognarsi.

## Opere
- Con Pamela Gay-White. "Introduction: 'Performing the Didactic'". The Lion and the Unicorn 33.2 (2009): v-vii.
- Con Pamela Gay-White (eds.) The Lion and the Unicorn, special issue on didacticism in 18th-century children's literature. 2009.[30]
- Adrianne Wadewitz, 'Spare the Sympathy, Spoil the Child:' Sensibility, Selfhood, and the Maturing Reader, 1775-1815, Ann Arbor, MI, ProQuest Dissertations and Theses, 2011. Order Number 3466388. Indiana University. (Doctoral dissertation)
- Con Anne Ellen Geller e Jon Beasley-Murray. "Wiki-hacking: Opening up the Academy with Wikipedia", Hacking the Academy. In Tom Scheinfeldt and Daniel J. Cohen (eds.).  Hacking the Academy: New Approaches to Scholarship and Teaching from Digital Humanities, Ann Arbor, MI, University of Michigan Press, 2013. URL consultato il 31 dicembre 2014 (archiviato dall'url originale il 24 aprile 2014).
- Con Mica Hilson. "A Doctor for Who(m)?: Queer Temporalities and the Sexualized Child", Bookbird: A Journal of International Children's Literature 52.1 (January 2014): pp. 63–76[31] (Abstract)